# Międzynarodowe Olimpiady Przedmiotowe
Międzynarodowe Olimpiady Przedmiotowe (MOP) – grupa corocznych konkursów z różnych dziedzin nauki, w których udział biorą uczniowie szkół średnich z całego świata. Państwa po przeprowadzeniu kwalifikacji narodowej wystawiają drużynę składającą się z 4–8 uczniów, która będzie reprezentowała ten kraj na jednej z olimpiad. Nagrodami na międzynarodowych olimpiadach przedmiotowych są medale: złote, srebrne i brązowe. Część olimpiad nagradza również uczestników wyróżnieniem (ang. honorable mention). W przeciwieństwie do igrzysk olimpijskich każdym z medali zostaje uhonorowanych więcej niż jeden uczestnik. Obecnie istnieje 13 międzynarodowych olimpiad przedmiotowych.

## Lista międzynarodowych olimpiad przedmiotowych
|           | Olimpiada                                         | Skrót     | Rok rozpoczęcia | Witryna                                                                 |
| Exam Base | Exam Base                                         | Exam Base | Exam Base       | Exam Base                                                               |
| --------- | ------------------------------------------------- | --------- | --------------- | ----------------------------------------------------------------------- |
| 1         | Międzynarodowa Olimpiada Matematyczna             | IMO       | 1959            | http://www.imo-official.org/                                            |
| 2         | Międzynarodowa Olimpiada Fizyczna                 | IPhO      | 1967            | http://ipho.org/                                                        |
| 3         | Międzynarodowa Olimpiada Chemiczna                | IChO      | 1968            | http://www.ichosc.org/                                                  |
| 4         | Międzynarodowa Olimpiada Informatyczna            | IOI       | 1989            | http://www.ioinformatics.org/index.shtml                                |
| 5         | Międzynarodowa Olimpiada Biologiczna              | IBO       | 1990            | http://www.ibo-info.org/                                                |
| 6         | Międzynarodowa Olimpiada Filozoficzna             | IPO       | 1993            | http://www.philosophy-olympiad.org/                                     |
| 7         | Międzynarodowa Olimpiada Astronomiczna            | IAO       | 1996            | http://www.issp.ac.ru/iao/                                              |
| 8         | Międzynarodowa Olimpiada Geograficzna             | iGeo      | 1996            | http://www.geoolympiad.org/                                             |
| 9         | Międzynarodowa Olimpiada Lingwistyczna            | IOL       | 2003            | http://www.ioling.org/                                                  |
| 10        | Międzynarodowa Młodzieżowa Olimpiada Przyrodnicza | IJSO      | 2004            | http://www.ijsoweb.org/                                                 |
| 11        | Międzynarodowa Olimpiada Nauki o Ziemi            | IESO      | 2007            | http://www.ieso-info.org/                                               |
| 12        | Międzynarodowa Olimpiada Astronomii i Astrofizyki | IOAA      | 2007            | https://web.archive.org/web/20181204214442/https://ioaa2017.posn.or.th/ |
| 13        | Międzynarodowa Olimpiada Ekonomiczna              | IEO       | 2018            | https://www.ecolymp.org/                                                |